# Guido Celano
Guido Celano, né le 19 avril 1904 à Francavilla al Mare, dans la région des Abruzzes en Italie et mort le 7 mars 1988 à Rome, est un acteur et réalisateur italien.

## Filmographie partielle

### Réalisateur
- 1966 : Tué à froid (it) (Uccideva a freddo)
- 1968 : Le Justicier du Sud (Giurò... e li uccise ad uno ad uno... Piluk il timido)

### Acteur de cinéma
- 1931 : Vous que j'adore (Rubacuori) de Guido Brignone
- 1932 : Le Palio de Sienne (Palio) d'Alessandro Blasetti
- 1935 : Amo te sola de Mario Mattoli
- 1936 : Musica in piazza de Mario Mattoli
- 1937 : Il dottor Antonio d'Enrico Guazzoni
- 1938 : Jeanne Doré de Mario Bonnard
- 1942 : Les Deux Orphelines (Le Due orfanelle), de Carmine Gallone
- 1942 : Quatre Pas dans les nuages (Quattro passi fra le nuvole), d'Alessandro Blasetti
- 1945 : Le Forgeron de la Cour-Dieu (Il fabbro del convento) de Max Calandri (it)
- 1950 : Fra Diavolo (Donne i briganti) de Mario Soldati
- 1952 : Heureuse Époque (Altri tempi - Zibaldone n. 1) d'Alessandro Blasetti
- 1952 : Viva il cinema! de Giorgio Baldaccini et Enzo Trapani
- 1952 : Peppino e Violetta de Maurice Cloche
- 1952 : Les Chasseurs alpins (Penne nere) d'Oreste Biancoli
- 1954 : La Prisonnière d'Amalfi (La prigioniera di Amalfi) de Giorgio Cristallini
- 1954 : Attila, fléau de Dieu (Attila, il flagello di Dio), de Pietro Francisci
- 1954 : Quelques pas dans la vie (Tempi nostri), d'Alessandro Blasetti et Paul Paviot
- 1955 : La Grande Bagarre de don Camillo (Don Camillo e l'Onorevole Peppone), de Carmine Gallone
- 1955 : La Chasse aux maris (Ragazze d'oggi), de Luigi Zampa
- 1956 : La Châtelaine du Liban (La Castellana del Libano), de Richard Pottier
- 1957 : T'aimer est mon destin (Amarti è il mio destino) de Ferdinando Baldi : Franco Albonetti
- 1958 : Les Jeunes Maris (Giovani mariti), de Mauro Bolognini
- 1958 : La Tempête (La Tempesta), d'Alberto Lattuada
- 1958 : Fortunella d'Eduardo De Filippo
- 1958 : Barrage contre le Pacifique (This Angry Age), de René Clément
- 1959 : Le Tombeau hindou (Das indische Grabmal), de Fritz Lang
- 1959 : Le Maître de forges (Il padrone delle ferriere), d'Anton Giulio Majano
- 1959 : La Grande Guerre (La Grande Guerra), de Mario Monicelli
- 1959 : L'Aigle noir (Il vendicatore) de William Dieterle
- 1960 : Le Bel Antonio (Il Bell'Antonio), de Mauro Bolognini
- 1960 : La Princesse du Nil, de Victor Tourjanski
- 1960 : Carthage en flammes (Cartagine in fiamme), de Carmine Gallone
- 1961 : Les Guérilleros (I Briganti italiani) de Mario Camerini
- 1962 : Maciste contre le fantôme (Maciste contro il vampiro), de Giacomo Gentilomo
- 1962 : Le Tueur à la rose rouge (Nur tote Zeugen schweigen) d'Eugenio Martín
- 1963 : L'Immortelle, d'Alain Robbe-Grillet
- 1963 : L'Invincible Cavalier noir (L'invincibile cavaliere mascherato), de Umberto Lenzi
- 1964 : La Soucoupe volante (Il disco volante) de Tinto Brass
- 1972 : Boccace raconte (Boccacio), de Bruno Corbucci
- 1975 : Marc la gâchette (Mark il poliziotto spara per primo) de Stelvio Massi
- 1975 : Le Châtiment (Lo sgarbo) de Marino Girolami